# Sistem de adresare publică
Sistemul de adresare publică (prescurat PA) este o instalație de sonorizare special proiectată pentru folosirea în spații frecventate de publicul larg, fiind compus din mai multe echipamente audio profesionale (diferite de cele pe care le utilizăm acasă): amplificatoare, difuzoare, mixere, baze microfonice, surse de muzică, generatoare de mesaje și alte echipamente, în funcție de complexitatea aplicației. Configurația unui sistem de adresare publică depinde strict de spațiul unde va fi montat, mai precis, de suprafața și destinația acestuia, de numărul de etaje, de camere și alte particularități.
Scopul unui astfel de sistem este de a difuza muzică ambientală și anunțuri utilitare. 
Prin conectarea cu un sistem de avertizare vocală (Voice Evacuation Systems), în incendii ori  calamități,  sistemele audio  difuzează  anunțuri de alarmare, contribuind astfel la evacuarea rapidă și controlată a persoanelor din incintă, fără a se crea panică. 
Ele se montează de obicei în:
- Centre comerciale: supermarketuri, hypermarketuri, mall-uri
- Clădiri de birouri
- Hoteluri și restaurante
- Unități de învățământ: grădinițe, școli, universități
- Teatre, case de cultură și muzee
- Lăcașe de cult
- Hale de producție
- Aeroporturi, gări și autogări

## Particularități în raport cu alte sisteme de sonorizare
Liniile de difuzoare funcționează pe tensiune de 100 V, ceea ce permite legarea unui număr mare de difuzoare, fără necesitatea adaptării de impedanță, care acoperă suprafețe întinse; 
Au un grad mare de flexibilitate, echipamentele  audio  se adaptează perfect oricăror configurații, de la sisteme de mici dimensiuni (o farmacie), la proiecte ample cu funcții complexe (shopping mall-uri).